# Tío Luis el de la Juliana
Tío Luis el de la Juliana (* um 1750 in Jerez de la Frontera) war ein spanischer Sänger.
Er ist die erste Persönlichkeit, die in der Geschichte des Flamenco schriftlich erwähnt wurde. Demófilo datierte sein Wirken auf das letzte Drittel des 18. Jahrhunderts. Die Angaben zu seinem Leben sind so spärlich, dass seine reale Existenz bezweifelt wurde und man annahm, es handele sich um eine Legendengestalt. Heutzutage gilt seine Existenz jedoch als gesichert. Der mündlichen Überlieferung zufolge gehörte er zum Volk der Calé. Er war Wasserverkäufer und holte sein Wasser vom Brunnen Fuente de los Albarozones in Jerez.
Sein überlieferter Name ist wahrscheinlich ein Künstlername. Juan de la Plata nahm an, dass er so genannt wurde, weil er Gilianas sang, eine Vorläuferform der heutigen Corridos und Romanzen. Die Beifügung Tío, Onkel, ist eine Ehrenbezeugung. 
Ferner sang er (etwa in kleinen Tavernen) Tonás und wohl auch eine Reihe anderer Liedgattungen seiner Zeit. Die vier ältesten überlieferten Tonás werden ihm zugeschrieben:
1. Toná-liviana de Tío Luis el de la Juliana
2. Toná grande de Tío Luis el de la Juliana
3. Toná del Cristo de Tío Luis el de la Juliana
4. Toná de los Pajaritos de Tío Luis el de la Juliana

Ob er auch deren Verfasser war, ist unsicher.